# Walter Eijsink
Walter Eijsink is een Nederlands voormalig korfbalscheidsrechter.

## Nederland
In eigen land floot Eijsink in de jaren negentig op het hoogste niveau korfbal. Zo floot hij vijf Nederlandse finales, waaronder de veldfinales van 1992, 1995 en 1996. Hij floot ook de zaalfinales, te weten in 2000 en 2002.

## Internationaal
Eijsink was ook een scheidsrechter voor de Internationale Korfbalfederatie (IKF) en floot derhalve op een aantal internationale toernooien, zoals de World Games van 1997, 2001 en 2009 en het WK van 2011 (China).

## Korte stop
Eijsink maakte in mei of juni 1992 bekend te stoppen als scheidsrechter op het hoogste niveau. Hij keerde echter weer terug op het topniveau.